# Lucas de Wael
Lucas de Wael (Anvers, 7 septembre 1591 - Anvers, 25 octobre 1661) est un artiste peintre, graveur et marchand d'art flamand. Issu d'une famille d'artistes, il travaille avec son frère Cornelis de Wael.

## Biographie
Lucas de Wael naît le 7 septembre 1591 à Anvers dans une famille d'artistes : il est le fils du peintre et graveur Jan de Wael I (1558-1633) et de Gertrude de Jode, qui provient elle-même d'une famille d'artistes, son père étant le cartographe Gerard de Jode qui a pour frère le graveur Pieter de Jode l'Ancien. Il étudie d'abord avec son père aux côtés de son frère Cornelis (1592–1672) puis devient l'élève de Jan Brueghel l'Ancien.
Lucas aurait voyagé en France dès son jeune âge. Son petit frère Cornelis l'accompagne quand il se rend en Italie : après une étape à Rome, les frères de Wael s'installent à Gênes. Gênes est alors une destination privilégiée pour les artistes, la concurrence entre eux y étant moins intense que dans les centres culturels dominants que sont Rome, Florence et Venise. Gêne est une ville portuaire en plein essor où de nombreux clients et collectionneurs potentiels, sont de passage, vivent ou viennent s'installer.
L'atelier des frères de Wael à Gênes devient le centre d'une colonie d'artistes flamands qui résident ou sont de passage en ville. Ces artistes profitent de l'activité que l'atelier génère de même que l'hospitalité et le matériel qu'il offre. Quand Antoine van Dyck visite Gênes, il séjourne chez les frères de Wael et Cornelis devient son principal collaborateur en ville. Van Dyck réalise un portrait des frères de Wael (voir vignette ci-dessus) qu'a reproduit par la suite Wenceslas Hollar.
Lucas et Cornelis ont également une activité de marchand d'art ou de biens. En 1628, Lucas rentre à Anvers où il joue un rôle majeur dans ses activités commerciales,.
Lucas a deux fils : Anton et Jan Baptist de Wael. Ce dernier a voyagé en Italie pour étudier auprès de son oncle Cornelis.
Lucas meurt le 25 octobre 1611 à Anvers.

## Œuvre

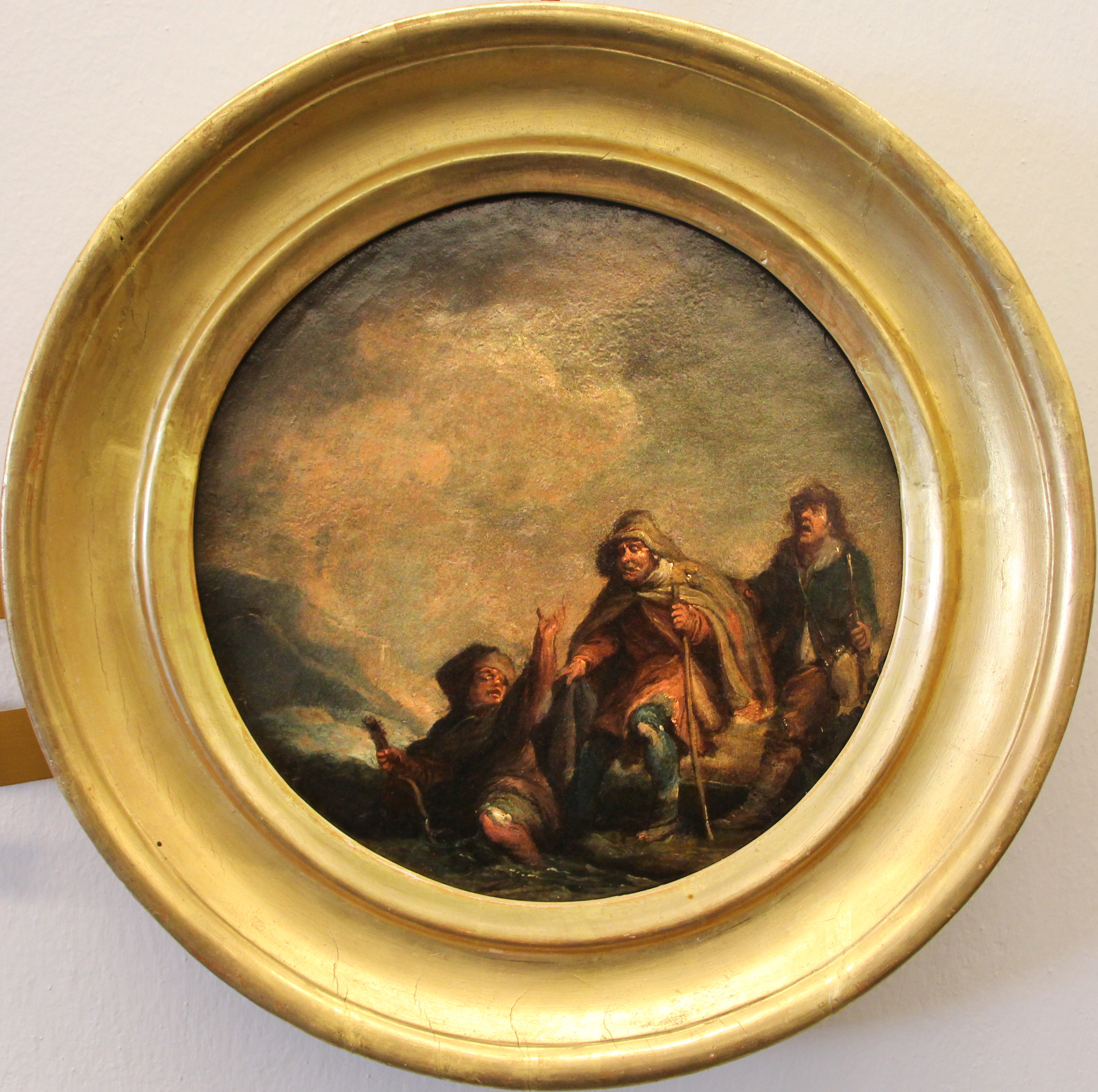
Mendiants, Palazzo Bianco, Gênes

Lucas de Wael est surtout connu pour ses eaux-fortes, mais il a aussi une réputation de peintre sur toile et de fresques. La majeure partie de son œuvre est constituée de paysages et de vues de ports avec des bateaux. Un seul tableau signé a été retrouvé, ce qui rend les attributions de ses œuvres — et donc leur étude — difficiles.
Dans beaucoup des tableaux de Lucas, son frère Cornelis a ajouté le staffage, tandis que Lucas se charge, lui, de peindre les paysages des scènes de bataille ou vues de port de son frère.